# Giant Baba
Shohei Baba,  (馬場 正平?, Baba Shōhei), meglio conosciuto con il ring name Giant Baba (ジャイアント馬場?, Jaianto Baba) (Sanjō, 23 gennaio 1938 – Tokyo, 31 gennaio 1999), è stato un wrestler e giocatore di baseball giapponese, divenuto uno dei più rappresentativi del puroresu e un eroe nazionale, con un livello di popolarità paragonabile a quello di Hulk Hogan negli Stati Uniti.

## Biografia

### La giovinezza

Giant Baba bambino, con i genitori e il fratello maggiore, nell'estate del 1942

Shohei Baba nacque a Sanjō, nella prefettura di Niigata, il 23 gennaio 1938, una giornata con neve alta. Ultimo dei quattro figli di Kazuo Baba, un popolare commerciante di frutta e verdura a Nishiyokkamachi, un quartiere nella città natale, dal 1933, e di sua moglie Mitsu Baba, aveva un fratello maggiore, Shoichi Baba, per il quale i genitori avevano sempre nutrito grandi aspettative, e due predilette sorelle maggiori, Yoshi Baba e Aiko Takeda. Con il desiderio che fosse retto, onesto e amante della pace, il padre lo chiamò "Shōhei". Aveva anche una zia, sorella minore della madre.
Durante la feroce guerra del Pacifico, il suo eccellente fratello maggiore, a cui piaceva dipingere come la madre, la zia e suo marito, e una volta vinse un certificato di merito dal congresso nazionale di calligrafia, insieme a molti altri della città natale, fu arruolato come soldato scelto dal primo squadrone del secondo reggimento nella seconda divisione delle truppe di Sendai, al comando del tenente generale Masao Maruyama, e inviato dall'esercito giapponese sul fronte di Guadalcanal a combattere contro le forze principali dell'esercito americano, morendo eroicamente per l'impero giapponese in battaglia, di malattia a causa di forniture e medicine insufficienti durante la ritirata, a Bougainville il 6 febbraio 1943, quando lui aveva da poco cinque anni e quindi non poteva avere alcun ricordo. Di conseguenza, il governo non diede nulla alla famiglia (ossa, reliquie o biglietto di suicidio), solo la notizia scritta della morte di quel giovane di grande talento e straordinario dall'ufficio comunale, che fu per entrambi i genitori un duro colpo: in particolare, il padre allegro diventò completamente silenzioso, mentre la madre sembrava non essere disposta ad accettare il fatto che fosse morto e in effetti, anche se la guerra era finita da dieci o vent'anni, ogni volta che fuori nevicava o quando qualcuno camminava nel cuore della notte, inconsciamente pensava che forse era tornato. L'ultima volta che lo videro fu quando era tornato a casa da una vacanza delle truppe, con un sacco di souvenir e regali da Sendai, di notte. Tuttavia, le ultime parole scritte da suo fratello prima di partire per la spedizione con le truppe assegnate alla diciassettesima armata del generale Harukichi Hyakutake nell'agosto-settembre 1942, le tenne sempre come un tesoro di famiglia e continuava a piangere triste ogni volta che le leggeva.
Nel 1944, quando aveva sei anni, apprese della morte del fratello e, trovata la scatola di colori che aveva lasciato, continuò a ricordarlo per tutta la vita, usandoli per iniziare a dipingere frutta e paesaggi locali. La tarda notte del 1º agosto 1945, un anno dopo essere entrato nella scuola elementare di Yokkamachi ad aprile, la vicina città di Nagaoka fu attaccata su larga scala dalle bombe incendiarie della grande formazione degli aerei militari statunitensi B29, sotto il comando del generale Curtis LeMay. Ancora troppo giovane e ignorante per capire le cose rispetto agli adulti, indossò un cappuccio antiaereo e salì sul tetto di casa al secondo piano con il padre, ma la famiglia aveva costruito una capanna temporanea in legno su un campo di riso, vicino al piccolo fiume Igarashi a circa 500 m di distanza, e si rifugiò quando suonò l'allarme antiaereo. Il giorno dopo, dove si teneva il mercato mattutino, divenne un campo bruciante. Non molto tempo dopo, alla fine della seconda guerra mondiale che era costata la vita a suo fratello, le truppe statunitensi in Giappone furono di stanza in jeep anche in quella zona rurale un po' remota e vide i bianchi per la prima volta, rimanendo davvero scioccato.
Siccome il padre era malato e non poteva fare molto lavoro per mantenerli, dopo la morte del figlio maggiore, nel dopoguerra, la madre, che soffriva di chinetosi, dovette sostenere interamente l'industria ortofrutticola di famiglia "Umedaya" e fu quindi severa con lui. Per aiutarla nei lavori pesanti con le due sorelle maggiori, per sette anni a partire dalla quinta elementare, nell'aprile 1948, con una bicicletta e un carro posteriore carico, ogni mattina presto, prima di andare a scuola, portava frutta e verdura al mercato di Mitsuke, Nagaoka, Kamo e Tsubame, a solo 12 km di distanza, che si teneva due volte alla settimana, anche nei giorni di pioggia e neve. Il padre doveva ancora gestire da solo alcune cose nel negozio.
Per la maggior parte della prima infanzia, fu uno dei bambini più piccoli della sua classe. Tuttavia, intorno alla quinta elementare, il suo corpo iniziò a crescere rapidamente e, quando arrivò alla nona, era già alto 175 cm. Ben presto divenne evidente che soffriva di gigantismo ipofisario e gli fu dato il soprannome di "Godzilla". Tuttavia, eccelleva nel suo sport preferito, il baseball, diventando il miglior giocatore del suo club locale. A differenza del suo aspetto, era delicato e gentile con tutti. I suoi interessi erano nuotare, pescare e disegnare sul vicino fiume. Essendo difficile trovare scarpe della misura giusta, in inverno indossava dei geta appositamente realizzati dal padre, che era anche un bravo fabbro, secondo la madre addirittura più grandi dei geta di Benkei da lei visti a Kyoto, e in estate andava semplicemente a piedi nudi. Nell'estate del terzo anno della scuola media, dopo essere divenuto buon amico di padre Langbert, il missionario straniero di una chiesa mormone, dato che vi passava davanti mentre andava in bicicletta per consegnare le merci e gli fece da solo le prime scarpe di stoffa adatte ai suoi piedi nudi, fu battezzato e divenne ufficialmente un credente nel mormonismo.

### Nel baseball

#### Yomiuri Giants (1955-1959)

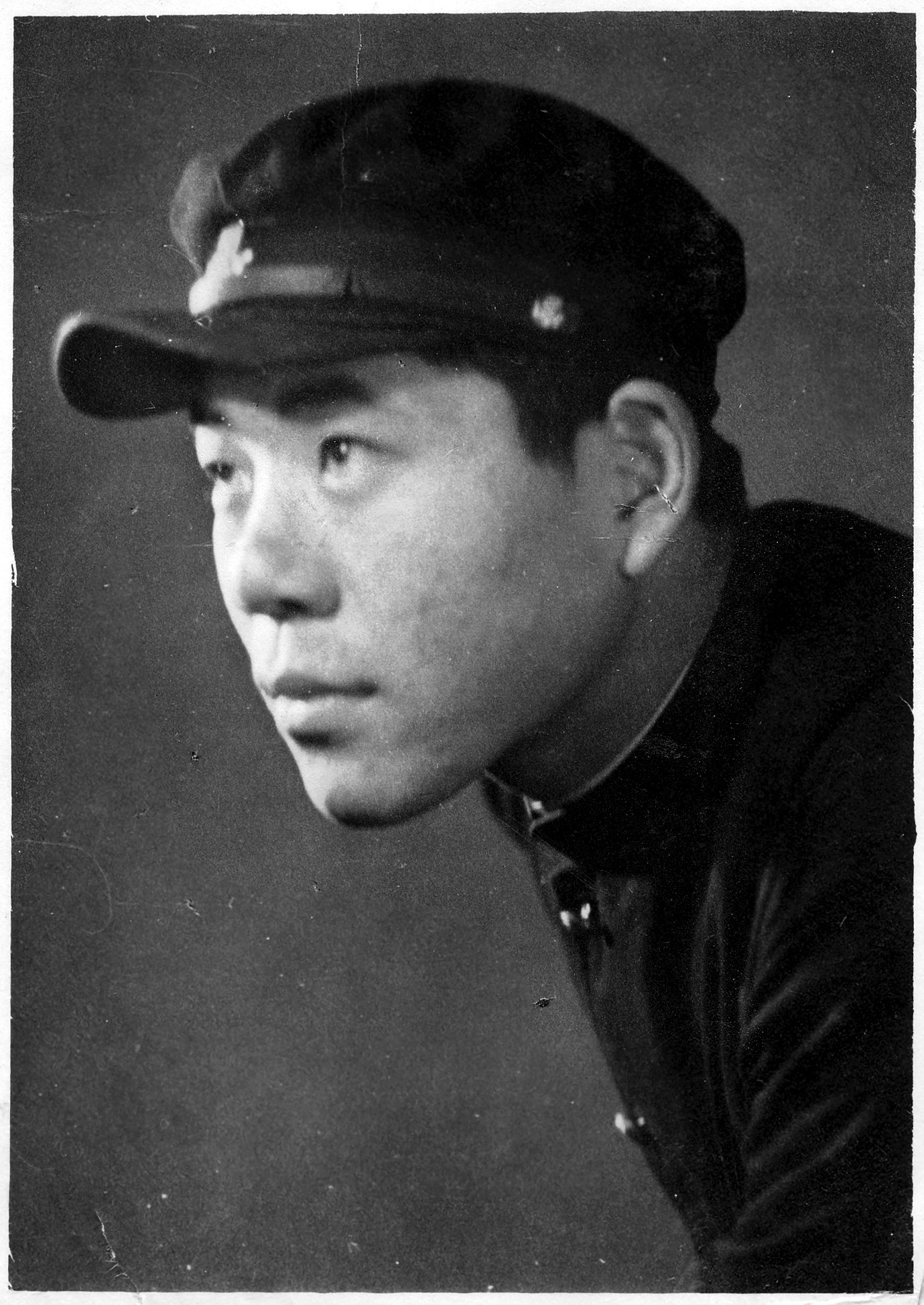
Il giovane Baba da studente

Dopo essersi diplomato alla scuola elementare, su insistenza della madre, s'iscrisse al dipartimento d'ingegneria meccanica del liceo industriale di Sanjō nell'aprile 1953. Fu costretto a rinunciare al baseball quando entrò al liceo poiché continuava a crescere a un ritmo incredibile (190 cm all'età di 16 anni) e non si potevano trovare tacchetti della sua taglia, come anche per il club di basket, che aveva cercato in tutti i modi di invitarlo a iscriversi. Presto si unì invece al club artistico e la sua altezza, cresciuta fino a 200 cm, lo rese un bersaglio del bracconaggio nel mondo del sumo, per il quale personalmente non aveva alcun interesse e anche la madre era contraria. Ma questo non durò a lungo, poiché la scuola ordinò tacchetti personalizzati e fu invitato a unirsi alla squadra di baseball maschile come lanciatore.
Continuò a stupire, registrando diciotto strikeout durante una partita di allenamento, che portò i tabloid a riferire sul "lanciatore gigante del liceo di Sanjō" e lui ad attirare l'attenzione degli scout della Nippon Professional Baseball. Nel 1954, incontrò Hidetoshi Genkawa dei Tōkyō Yomiuri Giants, che lo invitò a lasciare il liceo e il lavoro di famiglia per unirsi direttamente alla squadra a tempo pieno. Il suo più grande sogno da bambino era quello di diventare un giocatore di baseball professionista, uno dei primi sport ad essere rilanciato in Giappone nel periodo dell'estrema carenza di rifornimenti, e far sentire il padre a suo agio. Per questo motivo, anche con l'approvazione della madre, accettò e iniziò a lanciare per i Giants il 20 gennaio 1955, con l'uniforme numero 59, divenendo il primo giocatore di baseball professionista da Niigata, ma soprattutto il più giovane all'epoca.
Sebbene si fosse unito alla squadra che ammirava fin dalle elementari, non giocò affatto in campionato nel suo primo anno con gli Yomiuri Giants su raccomandazione del direttore Shigeru Mizuhara. Fu retrocesso in seconda squadra per il suo primo anno, ma alla fine debuttò nel 1956 e si comportò bene, ottenendo dodici vittorie e una sconfitta nel suo anno da rookie, e tredici vittorie e due sconfitte nel 1957. Entrambi gli anni, vinse il premio come miglior lanciatore della Nippon Professional Baseball League. Nonostante il suo successo, iniziò a soffrire di problemi alla vista nel 1957 e fu costretto a prendersi una pausa per un intervento chirurgico, quando si scoprì che aveva sviluppato un tumore al cervello. Sotto l'introduzione di parenti e amici, fu sottoposto a craniotomia presso l'ospedale dell'Università di Tokyo il 23 dicembre 1957. Il tasso di successo della tecnologia in quel momento era molto basso e il medico, Kentaro Shimizu, lo avvertì che probabilmente avrebbe perso completamente la vista, tuttavia l'operazione ebbe successo e fu dimesso dopo una settimana. Tornò al campo con una benda in testa nel gennaio 1958. Giocò per altre due stagioni, vincendo il miglior lanciatore per la terza volta nel 1959. Tuttavia, dopo che Hideo Fujimoto, un allenatore che aveva stretto un legame con lui e lo aveva regolarmente sostenuto per iniziare, aveva lasciato la squadra, fu rilasciato dai Giants nel novembre 1959, dopo cinque stagioni.

#### Taiyō Whales (1960)
Fujimoto partì per gli Yokohama Taiyō Whales e lo invitò a un campo di addestramento nel tentativo di farlo firmare nel febbraio 1960. Fu invitato per un provino da Goro Taniguchi e alla fine assunto, richiedendogli di trasferirsi a Kawasaki. Tuttavia, pochi giorni dopo il trasloco, finito un allenamento mattutino, cadde nel bagno del suo nuovo appartamento in un hotel di Akashi, nella prefettura di Hyōgo, e si schiantò direttamente contro la porta di vetro della doccia, che richiese diciassette punti di sutura al gomito sinistro, e per un po' perse sensibilità alla mano. Nonostante l'infortunio non fosse grave, si ritirò dal baseball poco dopo e tornò a Sanjō. Profondamente scoraggiato per la perdita del lavoro, i genitori erano molto preoccupati e gli chiesero allora di prendere in consegna la loro casa come fruttivendolo, ma lui rifiutò, lasciando continuare l'affare alla sorella e al cognato, che non avevano bisogno del suo aiuto.

### Nel puroresu

#### Japan Pro-Wrestling Association (1960-1972)

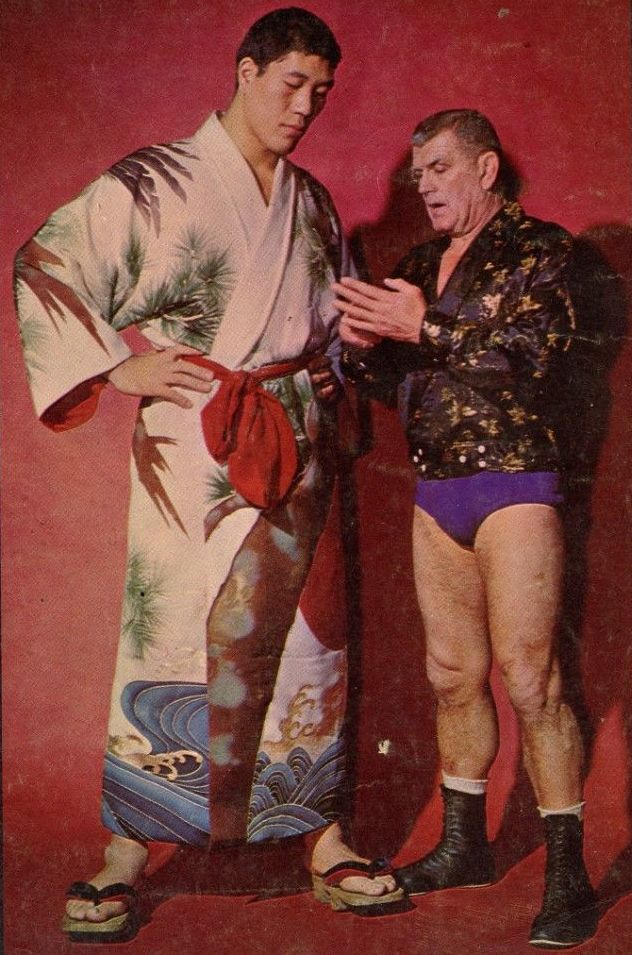
Giant Baba in kimono e il suo mentore Fred Atkins nell'agosto 1964

In marzo, durante la riabilitazione in una famosa palestra giapponese, incontrò di nuovo Rikidōzan, vera icona del puroresu a rivalsa della sconfitta subita in guerra dagli americani, il quale, intuendo il potenziale del gigante, ne fece il suo allievo. Lo aveva incontrato per la prima volta a un banchetto della celebrazione della vittoria dei Giants: apparso sul palco come ospite speciale per partecipare alla festa perché egli stesso era anche un fan del baseball, Rikidōzan gli aveva detto che avrebbe fatto bene come wrestler professionista. L'11 aprile, iniziò ad allenarsi nel dojo di Rikidōzan insieme ad un altro studente dal futuro radioso, Kanji Inoki. Poiché era assolutamente contraria ai combattimenti di arti marziali (sumo, boxe o qualcosa del genere), quando seppe che stava per lottare, la madre era così arrabbiata che andò a Tokyo e lo rimproverò severamente. Proprio come il suo eroico fratello maggiore, che da soldato aveva sacrificato la vita per il loro imperatore-dio, da giocatore fallito di baseball, divenne rapidamente il pro-wrestler di punta sul ring della Japan Pro-Wrestling Association, dominando la categoria individuale e, assieme all'eterno rivale Inoki, quella di coppia. Nel 1963 cambiò il suo ring name in "Giant Baba".
I due debuttarono il 30 settembre 1960 a Tokyo dove Baba sconfisse Yonetaro Tanaka e Inoki, ribattezzatosi "Antonio", perse contro Kintaro Ohki. Il periodo 1967-1971 viene ricordato nel wrestling giapponese per l'alleanza di Baba ed Inoki in un tag team che prima vinse l'NWA International Tag Team Title il 31 ottobre 1967 battendo Bill Watts e Tarzan Tyler, e poi lo avrebbe detenuto per quattro volte in totale, record che Baba avrebbe infranto in seguito con un altro partner di coppia, Jumbo Tsuruta. L'8 dicembre 1968, due giorni dopo aver  difeso con successo il titolo internazionale sconfiggendo Gene Kiniski al Kuramae Kokugikan di Tokyo, tornò nella città natale per la prima volta dopo molto tempo per visitare la tomba del padre, morto il mese prima.
Nei primi anni sessanta, lottò anche negli Stati Uniti sotto contratto con Vince J. McMahon Sr. per affrontare Buddy Rogers e Bruno Sammartino, perdendo in entrambi i match. Negli anni seguenti la morte del maestro, tra gli allievi, fu proprio lui ad accollarsi la grande responsabilità di prendere il suo posto come nuova stella che sapesse mantenere in auge il puroresu, orfano dell'uomo che lo aveva reso grande. Nell'ultimo periodo degli anni sessanta riuscì a superare la fama, la popolarità e la stima come wrestler del suo stesso maestro. Non fu quindi Inoki il successore di Rikidōzan.

#### All Japan Pro Wrestling (1972-1999)

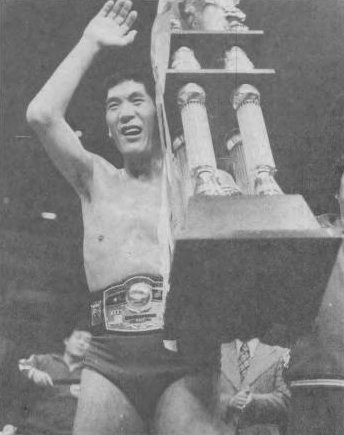
Giant Baba vince il titolo NWA, nel 1974

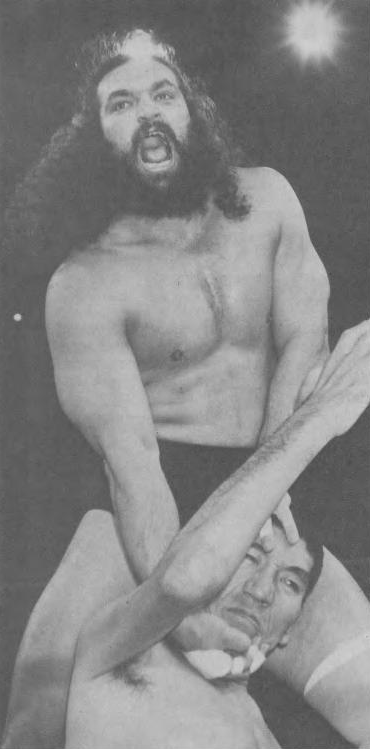
Giant Baba contro Bruiser Brody, nel 1982

Nell'ottobre 1972, essendo la Japan Pro-Wrestling Association in forte declino e svariati mesi dopo la formazione da parte di Inoki della New Japan Pro-Wrestling, abbandonata la federazione, fondò la All Japan Pro Wrestling, più tradizionalista e fedele ai dettami del maestro Rikidōzan della più all'avanguardia NJPW, di cui era presidente, grazie all'aiuto finanziario della Nippon TV.
La All Japan strinse forti rapporti d'affari con la National Wrestling Alliance, e merito dello spirito d'affarista di Baba, la collaborazione si rivelò proficua e molti talenti NWA riscossero grande successo in Giappone. La All Japan Pro Wrestling, assieme alla New Japan Pro-Wrestling di Inoki, dominò il panorama del puroresu sino alla morte del suo fondatore. Al contrario della federazione di Inoki, che si basava sullo strong style (uno stile molto shoot e simile al vero combattimento), la All Japan Pro Wrestling divenne famosa per lo stile particolarmente spettacolare dei suoi match.
Divenne il primo wrestler giapponese a conquistare il titolo NWA World Heavyweight Championship, sconfiggendo Jack Brisco in un 2 out of 3 falls match svoltosi il 2 dicembre 1974 a Kagoshima, in Giappone. Avrebbe rivinto il titolo in altre due occasioni, ma i suoi regni da campione furono brevi e si limitarono al territorio giapponese. Dominò comunque la scena della All Japan Pro Wrestling, guadagnandosi il primato come primo giapponese a detenere quel titolo, all'epoca prestigiosissimo, sino a che non cedette le luci della ribalta al suo pupillo Jumbo Tsuruta, e al suo rivale Genichiro Tenryu.
Nell'aprile 1984, dopo aver subito un lieve infortunio al collo, iniziò a diradare le sue apparizioni sul ring e a farsi da parte per lasciare spazio all'ascesa delle nuove generazioni di wrestler, guidate da Jumbo Tsuruta e Genichiro Tenryu. Per il resto della sua carriera, la sua presenza sul quadrato si fece meno intensa e di minore qualità per via dei problemi dovuti alla sua eccessiva statura. La sua popolarità in Giappone andò ben oltre lo sport: era infatti spesso ospite di numerosi programmi televisivi. Sotto la sua direzione, negli anni novanta la All Japan Pro Wrestling divenne la più importante federazione di wrestling in Giappone, sfornando nuovi talenti quali Toshiaki Kawada, Kenta Kobashi, Akira Taue e Tsuyoshi Kikuchi. Viene anche ricordato per essere uno dei più grandi booker di sempre. Infatti fu lui negli anni novanta a far smascherare Mitsuharu Misawa dalla sua maschera di Tiger Mask II, e a fargli intraprendere con Jumbo Tsuruta uno dei feud più belli di sempre, che porterà Misawa, Kobashi e Kawada ad essere il top della federazione per tutti gli anni novanta.
Nel 1994, dopo alcuni match combattuti in coppia con André the Giant in Giappone nei primissimi anni novanta, tornò a combattere nella World's Strongest Tag Determination League, dove lottò insieme con il vecchio rivale Stan Hansen per cercare di vincere il World Tag Team Championship. La coppia arrivò in finale, ma fu sconfitta da Mitsuharu Misawa e Kenta Kobashi.
Per tutto il 1998, divenne sempre più chiaro che la sua salute di stava peggiorando. Nonostante ciò, lavorò a tempo pieno durante tutto l'anno, girando il paese e partecipando alla maggior parte degli spettacoli. Tuttavia, stava lentamente perdendo un'enorme quantità di peso e sembrava molto più pallido e debole rispetto al suo io precedente. L'ultimo match disputato, prima di essere confinato su un letto d'ospedale, si svolse il 5 dicembre 1998 al Nippon Budokan di Tokyo, dove in coppia con Rusher Kimura e Mitsuo Momota affrontò Masanobu Fuchi, Haruka Eigen e Tsuyoshi Kikuchi, portando il suo totale in carriera a 5769 partite.

### Morte
Morì di insufficienza epatica per complicazioni di cancro al colon intorno alle 16:04 circa ora locale del 31 gennaio 1999, all'ospedale universitario medico di Tokyo, Shinjuku, otto giorni dopo aver compiuto 61 anni. Nove giorni prima, il 22 gennaio, aveva visto il suo ultimo incontro di wrestling, quando Toshiaki Kawada sconfisse Mitsuharu Misawa per il Triple Crown Heavyweight Championship. Presenti al suo letto di morte c'erano la moglie, la sorella maggiore, la nipote Yukiko Baba, l'annunciatore del ring All Japan Ryu Nakada e l'arbitro senior Kyohei Wada.
Sapeva della sua diagnosi di cancro da almeno un anno prima della sua morte, ma l'aveva tenuta segreta, non volendo causare preoccupazioni per le sue condizioni. I suoi tre dipendenti più stretti, Jumbo Tsuruta, Mitsuharu Misawa e Joe Higuchi, non lo sapevano fino a dopo la sua morte.
Il funerale fu ritardato perché non erano riusciti a trovare una bara abbastanza grande da contenere il suo corpo. Un servizio commemorativo si tenne pubblicamente il 17 aprile 1999, al Nippon Budokan, il giorno dopo la finale del carnevale del campione del 1999. Vi parteciparono oltre ventottomila persone, incluso l'intero parco atleti della All Japan Pro Wrestling, così come la moglie e la famiglia. Il suo corpo fu successivamente cremato e la sua tomba si trova all'Honmatsuji di Akashi, la città natale della moglie.
Dopo la sua morte, il prodotto della All Japan Pro Wrestling divenne molto scadente e la maggior parte delle star e dei dipendenti della federazione se ne andarono nella Pro Wrestling NOAH, la federazione fondata da Misawa. La nipote lavorò come direttrice all'All Japan Pro Wrestling, e l'altra nipote Toshiko Baba entrò a far parte della Pro Wrestling NOAH nel 2011 come responsabile contabile.

## Vita privata
Poco si sa della sua vita fuori dal ring. Uomo riservato e privato, non beveva né faceva baldoria con altri lottatori dopo gli spettacoli. Era molto rispettato dai lottatori stranieri, poiché si assicurava sempre che viaggiassero in prima classe e soggiornassero nei migliori hotel, e pagava per tutta la loro birra e il cibo. Sebbene non fosse un bevitore pesante o frequente, era noto per avere un'incredibile tolleranza all'alcol e consumarlo per ore senza mostrare alcun effetto. Era un forte fumatore che preferiva i sigari, ma smise dopo che il suo amico Gyutsu Matsuyama, un altro accanito fumatore, fu ricoverato in ospedale per cancro allo stomaco.
Il 16 settembre 1971, due mesi dopo la morte della madre, il 19 luglio a 73 anni, si sposò al Kahala Hilton Hotel di Honolulu, alle Hawaii, un luogo che apprezzava e visitava regolarmente per i suoi tre interessi, con Motoko Kawai, di due anni più giovane. Il matrimonio non fu annunciato per molto tempo: la conferenza stampa si tenne nel luglio 1982 e il ricevimento nel gennaio 1983. Non ebbero figli per paura che potessero avere il gigantismo ipofisario, anche se in realtà è raramente ereditato. Svilupparono invece uno stretto rapporto con Atsushi Onita, uno studente di Baba che considerava suo figlio, e avevano pensato di adottarlo a un certo punto. Onita disse: "Ho imparato le cose più importanti come essere umano dal signor Baba".
La moglie morì di cirrosi epatica il 14 aprile 2018, a 78 anni, e fu sepolta nella sua stessa tomba.

## Nella cultura di massa
- Nella serie manga e anime L'Uomo Tigre, creata da Ikki Kajiwara, Giant Baba compare come personaggio fisso, nelle vesti di campione della federazione di pro-wrestling di cui fa parte il protagonista. In un'occasione, combatte in coppia con Tiger Mask, celando la sua identità dietro la gimmick di "Giant Zebra" ("Grande Zebra").
- Parte della sua vita viene raccontata nella serie manga Giant Typhoon e compare anche in Pro Wrestling Superstar Retsuden, dello stesso autore.

## Personaggio

### Mosse finali
- Running arched big boot[24]
- Running neckbreaker[24]

### Soprannome
- "The Giant of the East"

## Titoli e riconoscimenti
- All Japan Pro Wrestling

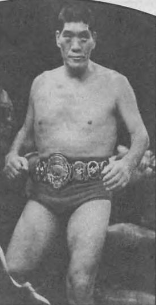
Giant Baba campione mondiale dei pesi massimi PWF, nel 1982

  - All Asia Heavyweight Championship (1)
  - NWA International Tag Team Championship (6) – con Jumbo Tsuruta
  - NWA World Heavyweight Championship (3)
  - PWF World Heavyweight Championship (4)
  - Champion Carnival (1973, 1974, 1975, 1977, 1978, 1981, 1982)
  - World's Strongest Tag Determination League (1978, 1980) – con Jumbo Tsuruta
- Japan Pro-Wrestling Association
  - All Asia Tag Team Championship (3) – con Toyonobori
  - NWA International Heavyweight Championship (3)
  - NWA International Tag Team Championship (6) – con Michiaki Yoshimura (1), Antonio Inoki (4) e Seiji Sakaguchi (1)
  - World Big League (6)
- NWA Detroit
  - NWA World Tag Team Championship (Detroit version) (1) – con Jumbo Tsuruta
- NWA Hall of Fame
  - (Classe del 2014)
- Pro Wrestling Illustrated
  - 10º (con Jumbo Tsuruta) nella lista dei cento migliori tag team durante i PWI Years del 2003
  - 26º nella lista dei migliori cinquecento wrestler nei "PWI Years" del 2003[25]
- Professional Wrestling Hall of Fame and Museum
  - Classe del 2008
- Puroresu Hall of Fame
  - Classe del 1996[26]
- Tokyo Sports
  - 30th Anniversary Special Achievement Award (1990)[27]
  - Best Tag Team of the Year (1978, 1980, 1982) – con Jumbo Tsuruta[28][29]
  - Match of the Year (1979) – con Antonio Inoki vs. Abdullah the Butcher e Tiger Jeet Singh il 26 agosto 1979[28]
  - Match of the Year (1980) – con Jumbo Tsuruta vs. Terry Funk e Dory Funk Jr. 11 dicembre 1980[29]
  - Match of the Year (1981) – vs. Verne Gagne il 18 gennaio 1981[29]
  - Match of the Year (1982) – vs. Stan Hansen il 4 febbraio 1982[29]
  - Outstanding Performance Award (1974, 1980)[28][29]
  - Popularity Award (1988)[29]
  - Special Achievement Award (1999)[27]
  - Special Award for breaking 5000 Matches (1993)[27]
  - Special Grand Award (1974, 1977, 1980)[28][29][30]
  - Special Popularity Award (1976)[28]
  - Wrestler of the Year (1975, 1979)[28]
- Wrestling Observer Newsletter
  - 5 Star Match (1994) – con Mitsuharu Misawa e Kenta Kobashi vs. Masanobu Fuchi, Akira Taue e Toshiaki Kawada il 13 febbraio
  - Best Booker (1989-1991)
  - Promoter of the Year (1990-1994)
  - Worst Tag Team (1990, 1991) – con André the Giant
  - Wrestling Observer Newsletter Hall of Fame (Classe del 1996)